# Tana-fjord

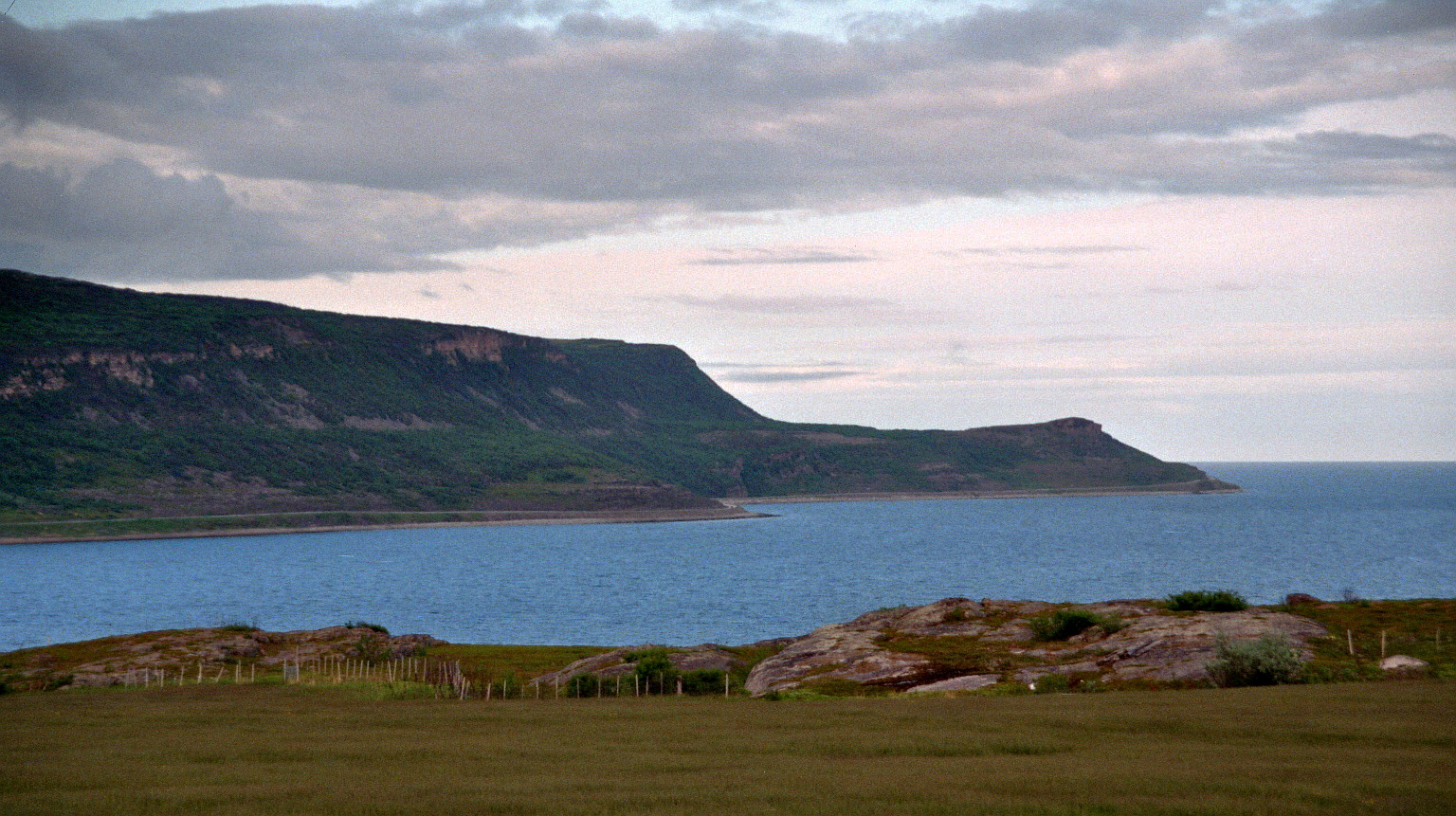
A Tana-fjord kijárata a nyílt tengerre

A Tana-fjord (északi számi nyelven Deanuvuotna) Norvégia Finnmark megyéjében található, a Barents-tengerbe nyílik. Észak-déli irányultságú, hossza mintegy 65 kilométer, szélessége 8-12 kilométer. Déli végében található a kis Smalfjord település. Ez a vízfelület választja el a Nordkinnhalvøya félszigetet a Varanger-félszigettől. Nyugati elágazásai a Hopsfjorden, Langfjorden és a Vestertana, keleten a Trollfjorden (Gulgofjorden) és a Leirpollen.
A Tana-fjordba ömlik a Tana folyó, Észak-Skandinávia legnagyobb vízfolyása.